# Erika Forster-Vannini
Erika Forster-Vannini, née le 27 février 1944 à Zurich, est une personnalité politique suisse, membre du parti libéral-radical (PLR).

## Biographie
Élue au conseil de la ville de Saint-Gall dont elle est la première femme à assumer la présidence en 1982, elle est ensuite députée au Grand Conseil de son canton qu'elle préside en 1994-1995. À partir de 1995, elle représente son canton au Conseil des États. Fin 2009, elle est élue, pour une année, présidente du Conseil des États.
Membre de plusieurs commissions fédérales, elle est également vice-présidente de son groupe politique, siège à la direction nationale de son parti et préside plusieurs organisations de bienfaisance.
Elle est mariée à Ueli Forster.